# Play-offs 1 du championnat de Belgique de football de Division 1
 (janvier 2018).
Si vous disposez d'ouvrages ou d'articles de référence ou si vous connaissez des sites web de qualité traitant du thème abordé ici, merci de compléter l'article en donnant les références utiles à sa vérifiabilité et en les liant à la section « Notes et références ».
Les play-offs 1 du championnat de Belgique de football de Division 1 est une compétition de football créée en 2010. Ils font suite à la phase classique à 16 équipes en matchs aller-retour, soit 30 matches par équipe. À l’issue de ce championnat régulier, les six premières équipes (quatre de 2021 à 2023) sont qualifiées pour les Play-offs 1 et se disputent le titre et les places pour les coupes d'Europe.
Les play-offs sont supprimés par l'assemblée générale du 27 février 2025. Les clubs de l'élite belge se sont accordés sur un retour à un championnat classique à 18 équipes (34 matches au lieu de 40) à partir de la saison 2026-2027 sans play-offs. 

## Déroulement de la compétition
Les 6 équipes (4 équipes depuis la saison 2020-2021 jusqu'à la saison 2022-2023) débutent les play-offs avec la moitié des points engrangés durant la phase classique du championnat, arrondis à l’unité supérieure.
Ce mini-championnat se joue en matchs aller-retour, soit 10 matches par équipe (6 depuis la saison 2020-2021 jusqu'à la saison 2022-2023). Les équipes sont départagées d’après le nombre de points au terme des play-offs 1 après avoir déduit le demi-point éventuellement accordé lors de l'arrondissement à l'unité supérieure à la fin de la phase classique, puis, depuis 2016, le classement en phase classique. 
Avant 2016, les équipes étaient départagées par le nombre de points après avoir déduit le demi-point éventuellement accordé, le nombre de victoires, la différence de buts, le nombre de buts inscrits, le nombre de buts inscrits en déplacement et enfin le nombre de victoires en déplacement. En cas d’ex-æquo, un barrage aller-retour était organisé. 
Depuis l'introduction des play-offs en 2010, la règle de départage " enlevant le demi-point accordé " pour deux équipes à égalité de points n'a été utilisée qu'une seule fois. En 2011, deuxième saison avec play-off, l'équipe de Genk et du Standard sont à égalité de points (46), mais le standard ayant bénéficié d'un demi-point d'arrondi au terme de la phase classique, c'est Genk qui est sacré champion de Belgique.
C’est le classement des play-offs 1 qui détermine l'équipe vainqueur du championnat ainsi que la plupart des places pour la coupe d’Europe : seule la dernière place qualificative pour la Ligue Europa est accordée au terme d’un barrage avec le vainqueur des play-offs 2.
Lors du championnat 2019-2020, en raison de la pandémie du Covid-19, la compétition a été arrêtée après 29 matches de la phase régulière fixant comme tel le classement définitif de la saison. Par ce fait, les play-offs n'ont pas été organisés.

## Équipes ayant participé au moins une fois au Play-offs 1
| Club                 | Nombre de participation | Année(s) de participation                                                                | Nombre(s) de titre(s) obtenu(s) après play-offs |
| -------------------- | ----------------------- | ---------------------------------------------------------------------------------------- | ----------------------------------------------- |
| Club Bruges KV       | 15                      | 2010, 2011, 2012, 2013, 2014, 2015, 2016, 2017, 2018, 2019, 2021, 2022, 2023, 2024, 2025 | 5                                               |
| RSC Anderlecht       | 14                      | 2010, 2011, 2012, 2013, 2014, 2015, 2016, 2017, 2018, 2019, 2021, 2022, 2024, 2025       | 5                                               |
| KRC Genk             | 11                      | 2011, 2012, 2013, 2014, 2016, 2018, 2019, 2021, 2023, 2024, 2025                         | 2                                               |
| KAA La Gantoise      | 9                       | 2010, 2011, 2012, 2015, 2016, 2017, 2018, 2019, 2025                                     | 1                                               |
| Standard de Liège    | 7                       | 2011, 2012, 2013, 2014, 2015, 2018, 2019                                                 | 0                                               |
| Union Saint-Gilloise | 6                       | 1902, 1903, 2022, 2023, 2024, 2025                                                       | 1                                               |
| Royal Antwerp FC     | 6                       | 2019, 2021, 2022, 2023, 2024, 2025                                                       | 1                                               |
| SV Zulte Waregem     | 5                       | 2010, 2013, 2014, 2016, 2017                                                             | 0                                               |
| KV Courtrai          | 3                       | 2010, 2012, 2015                                                                         | 0                                               |
| KSC Lokeren          | 3                       | 2011, 2013, 2014                                                                         | 0                                               |
| Charleroi SC         | 3                       | 2015, 2017, 2018                                                                         | 0                                               |
| RRC Boitsfort        | 2                       | 1902, 1903                                                                               | 2                                               |
| KV Ostende           | 2                       | 2016, 2017                                                                               | 0                                               |
| R Léopold FC         | 2                       | 1902, 1903                                                                               | 0                                               |
| Beerschot AC         | 2                       | 1902, 1903                                                                               | 0                                               |
| Saint-Trond VV       | 1                       | 2010                                                                                     | 0                                               |
| Cercle Bruges        | 1                       | 2024                                                                                     | 0                                               |

En gras: Équipe ayant remporté le titre de champions de Belgique
Les play-offs 2020 sont annulés à cause de la pandémie de Covid-19

## Changements de leader à la suite des play-offs
En 2025, après 15 organisations des play-offs 1 depuis 2010, 8 des 15 équipes qui étaient en tête en fin de phase régulière ont été sacrées championnes de Belgique à l'issue des play-offs.
Les 7 équipes en tête à la fin de la phase régulière qui n'ont pas remporté le titre de champion de Belgique à la suite des play-offs 1 sont  :
- en 2011 : RSC Anderlecht
- en 2014 : Standard de Liège
- en 2015 : Club Bruges KV
- en 2022 : Union Saint-Gilloise
- en 2023 : KRC Genk
- en 2024 : Union Saint-Gilloise
- en 2025 : KRC Genk

## Résultats saison par saison

### Saison 1901-1902
Les critères pour départager deux équipes à égalité de points sont : 
- le plus grand nombre de victoires
- la meilleure différence de buts
- le plus grand nombre de buts marqués.

| Club                 | Classement premier tour | Classement final | Nombres de points au premier tour | Nombres de points en fin de play-offs (V/N/D) |
| -------------------- | ----------------------- | ---------------- | --------------------------------- | --------------------------------------------- |
| Racing CB            | 1 Gr. A                 | 1                | 19                                | 9 (4/1/1)                                     |
| Union Saint-Gilloise | 1 Gr. B                 | 3                | 17                                | 4 (2/0/4)                                     |
| Beerschot AC         | 2 Gr.A                  | 4                | 13                                | 2 (1/0/5)                                     |
| Léopold CB           | 2 Gr. B                 | 2                | 10                                | 9 (4/1/1)                                     |

### Saison 1902-1903
Les critères pour départager deux équipes à égalité de points sont : 
- le plus grand nombre de victoires
- la meilleure différence de buts
- le plus grand nombre de buts marqués.

| Club                 | Classement premier tour | Classement final | Nombres de points au premier tour | Nombres de points en fin de play-offs (V/N/D) |
| -------------------- | ----------------------- | ---------------- | --------------------------------- | --------------------------------------------- |
| Léopold CB           | 1 Gr. A                 | 4                | 13                                | 1 (0/1/5)                                     |
| Union Saint-Gilloise | 1 Gr. B                 | 3                | 12                                | 6 (3/0/3)                                     |
| Racing CB            | 2 Gr. B                 | 1                | 12                                | 11 (5/1/0)                                    |
| Beerschot AC         | 2 Gr.A                  | 2                | 11                                | 6 (2/2/2)                                     |

### Saison 2009 - 2010
Les critères pour départager deux équipes à égalité de points sont : 
- l'arrondi supérieur ou inférieur (une équipe ayant bénéficié du "demi-point" d'arrondi le "perd" en cas d'égalité)
- le plus grand nombre de victoires
- la meilleure différence de buts
- le plus grand nombre de buts marqués.

| Club             | Classement initial | Classement final | Nombres de points en début de play-offs | Nombres de points obtenus en play-offs (V/N/D) | Nombres de points en fin de play-offs |
| ---------------- | ------------------ | ---------------- | --------------------------------------- | ---------------------------------------------- | ------------------------------------- |
| RSC Anderlecht   | 1                  | 1                | 35*                                     | 24 (7/3/0)                                     | 59*                                   |
| Club Brugge KV   | 2                  | 3                | 29*                                     | 11 (3/2/5)                                     | 40*                                   |
| K. AA Gent       | 3                  | 2                | 25*                                     | 17 (4/5/1)                                     | 42*                                   |
| KV Kortrijk      | 4                  | 5                | 23*                                     | 10 (3/1/6)                                     | 33*                                   |
| Saint-Trond VV   | 5                  | 4                | 21                                      | 13 (3/4/3)                                     | 34                                    |
| SV Zulte Waregem | 6                  | 6                | 21*                                     | 7 (2/1/7)                                      | 28*                                   |

* Équipe ayant bénéficié du demi-point d'arrondi supérieur

### Saison 2010 - 2011
Les critères pour départager deux équipes à égalité de points sont : 
- l'arrondi supérieur ou inférieur (une équipe ayant bénéficié du "demi-point" d'arrondi le "perd" en cas d'égalité)
- le plus grand nombre de victoires
- la meilleure différence de buts
- le plus grand nombre de buts marqués.

| Club                   | Classement initial | Classement final | Nombres de points en début de play-offs | Nombres de points obtenus en play-offs (V/N/D) | Nombres de points en fin de play-off |
| ---------------------- | ------------------ | ---------------- | --------------------------------------- | ---------------------------------------------- | ------------------------------------ |
| RSC Anderlecht         | 1                  | 3                | 33*                                     | 11 (3/2/5)                                     | 44*                                  |
| K. RC Genk             | 2                  | 1                | 32                                      | 19 (6/1/3)                                     | 51                                   |
| K. AA Gent             | 3                  | 5                | 29*                                     | 4 (0/4/6)                                      | 33*                                  |
| Club Brugge KV         | 4                  | 4                | 27*                                     | 16 (4/4/2)                                     | 43*                                  |
| K. SC Lokeren Oost-VL. | 5                  | 6                | 25                                      | 6 (1/3/6)                                      | 31                                   |
| R. Standard de Liège   | 6                  | 2                | 25*                                     | 26 (8/2/0)                                     | 51*                                  |

* Équipe ayant bénéficié du demi-point d'arrondi supérieur

### Saison 2011 - 2012
Les critères pour départager deux équipes à égalité de points sont : 
- l'arrondi supérieur ou inférieur (une équipe ayant bénéficié du "demi-point" d'arrondi le "perd" en cas d'égalité)
- le plus grand nombre de victoires
- la meilleure différence de buts
- le plus grand nombre de buts marqués.

| Club                 | Classement initial | Classement final | Nombres de points en début de play-offs | Nombres de points obtenus en play-offs (V/N/D) | Nombres de points en fin de play-off |
| -------------------- | ------------------ | ---------------- | --------------------------------------- | ---------------------------------------------- | ------------------------------------ |
| RSC Anderlecht       | 1                  | 1                | 34*                                     | 18 (5/3/2)                                     | 52*                                  |
| Club Brugge KV       | 2                  | 2                | 31*                                     | 17 (5/2/3)                                     | 48*                                  |
| K. AA Gent           | 3                  | 4                | 28                                      | 12 (4/0/6)                                     | 40                                   |
| R. Standard de Liège | 4                  | 5                | 26*                                     | 9 (2/3/5)                                      | 35*                                  |
| K. RC Genk           | 5                  | 3                | 23                                      | 18 (6/0/4)                                     | 41                                   |
| KV Kortrijk          | 6                  | 6                | 23                                      | 11 (3/2/5)                                     | 34                                   |

* Équipe ayant bénéficié du demi-point d'arrondi supérieur

### Saison 2012 - 2013
Les critères pour départager deux équipes à égalité de points sont : 
- l'arrondi supérieur ou inférieur (une équipe ayant bénéficié du "demi-point" d'arrondi le "perd" en cas d'égalité)
- le plus grand nombre de victoires
- la meilleure différence de buts
- le plus grand nombre de buts marqués.

| Club                   | Classement initial | Classement final | Nombres de points en début de play-offs | Nombres de points obtenus en play-offs (V/N/D) | Nombres de points en fin de play-off |
| ---------------------- | ------------------ | ---------------- | --------------------------------------- | ---------------------------------------------- | ------------------------------------ |
| RSC Anderlecht         | 1                  | 1                | 34*                                     | 15 (4/3/3)                                     | 49*                                  |
| SV Zulte Waregem       | 2                  | 2                | 32*                                     | 15 (4/3/3)                                     | 47*                                  |
| K. RC Genk             | 3                  | 5                | 28*                                     | 12 (3/3/4)                                     | 40*                                  |
| Club Brugge KV         | 4                  | 3                | 27                                      | 19 (6/1/3)                                     | 46                                   |
| K. SC Lokeren Oost-VL. | 5                  | 6                | 26*                                     | 12 (3/3/4)                                     | 38*                                  |
| R. Standard de Liège   | 6                  | 4                | 25                                      | 17 (5/2/3)                                     | 42                                   |

* Équipe ayant bénéficié du demi-point d'arrondi supérieur

### Saison 2013 - 2014
Les critères pour départager deux équipes à égalité de points sont : 
- l'arrondi supérieur ou inférieur (une équipe ayant bénéficié du "demi-point" d'arrondi le "perd" en cas d'égalité)
- le plus grand nombre de victoires
- la meilleure différence de buts
- le plus grand nombre de buts marqués.

| Club                   | Classement initial | Classement final | Nombres de points en début de play-offs | Nombres de points obtenus en play-offs (V/N/D) | Nombres de points en fin de play-off |
| ---------------------- | ------------------ | ---------------- | --------------------------------------- | ---------------------------------------------- | ------------------------------------ |
| R. Standard de Liège   | 1                  | 2                | 34*                                     | 15 (4/3/3)                                     | 49*                                  |
| Club Brugge KV         | 2                  | 3                | 32*                                     | 16 (5/1/4)                                     | 48*                                  |
| RSC Anderlecht         | 3                  | 1                | 29*                                     | 22 (7/1/2)                                     | 51*                                  |
| SV Zulte Waregem       | 4                  | 4                | 27*                                     | 14 (4/2/4)                                     | 41*                                  |
| K. SC Lokeren Oost-VL. | 5                  | 5                | 26*                                     | 8 (2/2/6)                                      | 34*                                  |
| K. RC Genk             | 6                  | 6                | 23*                                     | 9 (2/3/5)                                      | 32*                                  |

* Équipe ayant bénéficié du demi-point d'arrondi supérieur

### Saison 2014 - 2015
Les critères pour départager deux équipes à égalité de points sont : 
- l'arrondi supérieur ou inférieur (une équipe ayant bénéficié du "demi-point" d'arrondi le "perd" en cas d'égalité)
- le plus grand nombre de victoires
- la meilleure différence de buts
- le plus grand nombre de buts marqués.

| Club                 | Classement initial | Classement final | Nombres de points en début de play-offs | Nombres de points obtenus en play-offs (V/N/D) | Nombres de points en fin de play-off |
| -------------------- | ------------------ | ---------------- | --------------------------------------- | ---------------------------------------------- | ------------------------------------ |
| Club Brugge KV       | 1                  | 2                | 31*                                     | 16 (5/1/4)                                     | 47*                                  |
| K. AA Gent           | 2                  | 1                | 29*                                     | 20 (6/2/2)                                     | 49*                                  |
| RSC Anderlecht       | 3                  | 3                | 29*                                     | 17 (5/2/3)                                     | 46*                                  |
| R. Standard de Liège | 4                  | 4                | 27*                                     | 13 (4/1/5)                                     | 40*                                  |
| KV Kortrijk          | 5                  | 6                | 26*                                     | 8 (2/2/6)                                      | 34*                                  |
| Sporting Charleroi   | 6                  | 5                | 25*                                     | 11 (3/2/5)                                     | 36*                                  |

* Équipe ayant bénéficié du demi-point d'arrondi supérieur

### Saison 2015 - 2016
Les critères pour départager deux équipes à égalité de points sont : 
- l'arrondi supérieur ou inférieur (une équipe ayant bénéficié du "demi-point" d'arrondi le "perd" en cas d'égalité)
- le classement en phase classique

| Club             | Classement initial | Classement final | Nombres de points en début de play-offs | Nombres de points obtenus en play-offs (V/N/D) | Nombres de points en fin de play-off |
| ---------------- | ------------------ | ---------------- | --------------------------------------- | ---------------------------------------------- | ------------------------------------ |
| Club Brugge KV   | 1                  | 1                | 32                                      | 22 (7/1/2)                                     | 54                                   |
| K. AA Gent       | 2                  | 3                | 30                                      | 12 (3/3/4)                                     | 42                                   |
| RSC Anderlecht   | 3                  | 2                | 28*                                     | 19 (6/1/3)                                     | 47*                                  |
| KV Oostende      | 4                  | 5                | 25*                                     | 11 (3/2/5)                                     | 36*                                  |
| K. RC Genk       | 5                  | 4                | 24                                      | 16 (5/1/4)                                     | 40                                   |
| SV Zulte Waregem | 6                  | 6                | 22*                                     | 5 (1/2/7)                                      | 27*                                  |

* Équipe ayant bénéficié du demi-point d'arrondi supérieur

### Saison 2016 - 2017
Les critères pour départager deux équipes à égalité de points sont : 
- l'arrondi supérieur ou inférieur (une équipe ayant bénéficié du "demi-point" d'arrondi le "perd" en cas d'égalité)
- le classement en phase classique

| Club               | Classement initial | Classement final | Nombres de points en début de play-offs | Nombres de points obtenus en play-offs (V/N/D) | Nombres de points en fin de play-off |
| ------------------ | ------------------ | ---------------- | --------------------------------------- | ---------------------------------------------- | ------------------------------------ |
| RSC Anderlecht     | 1                  | 1                | 31*                                     | 21 (6/3/1)                                     | 52*                                  |
| Club Brugge KV     | 2                  | 2                | 30*                                     | 15 (4/3/3)                                     | 45*                                  |
| SV Zulte Waregem   | 3                  | 6                | 27                                      | 6 (1/3/6)                                      | 33                                   |
| KV Oostende        | 4                  | 4                | 25                                      | 12 (3/3/4)                                     | 37                                   |
| K. AA Gent         | 5                  | 3                | 25                                      | 16 (4/4/2)                                     | 41                                   |
| Sporting Charleroi | 6                  | 5                | 25*                                     | 10 (2/4/4)                                     | 35*                                  |

* Équipe ayant bénéficié du demi-point d'arrondi supérieur

### Saison 2017 - 2018
Les critères pour départager deux équipes à égalité de points sont : 
- l'arrondi supérieur ou inférieur (une équipe ayant bénéficié du "demi-point" d'arrondi le "perd" en cas d'égalité)
- le classement en phase classique

| Club                 | Classement initial | Classement final | Nombres de points en début de play-offs | Nombres de points obtenus en play-offs (V/N/D) | Nombres de points en fin de play-off |
| -------------------- | ------------------ | ---------------- | --------------------------------------- | ---------------------------------------------- | ------------------------------------ |
| Club Brugge KV       | 1                  | 1                | 34*                                     | 12 (3/3/4)                                     | 46*                                  |
| RSC Anderlecht       | 2                  | 3                | 28*                                     | 12 (4/0/6)                                     | 40*                                  |
| Sporting Charleroi   | 3                  | 6                | 26*                                     | 8 (2/2/6)                                      | 34*                                  |
| K. AA Gent           | 4                  | 4                | 25                                      | 14 (4/2/4)                                     | 39                                   |
| RC Genk              | 5                  | 5                | 22                                      | 16 (4/4/2)                                     | 38                                   |
| R. Standard de Liège | 6                  | 2                | 22                                      | 21 (6/3/1)                                     | 43                                   |

* Équipe ayant bénéficié du demi-point d'arrondi supérieur

### Saison 2018 - 2019
Les critères pour départager deux équipes à égalité de points sont : 
- l'arrondi supérieur ou inférieur (une équipe ayant bénéficié du "demi-point" d'arrondi le "perd" en cas d'égalité)
- le classement en phase classique

| Club                 | Classement initial | Classement final | Nombres de points en début de play-offs | Nombres de points obtenus en play-offs (V/N/D) | Nombres de points en fin de play-off |
| -------------------- | ------------------ | ---------------- | --------------------------------------- | ---------------------------------------------- | ------------------------------------ |
| RC Genk              | 1                  | 1                | 32*                                     | 20 (6/2/2)                                     | 52*                                  |
| Club Brugge KV       | 2                  | 2                | 28                                      | 22 (7/1/2)                                     | 50                                   |
| R. Standard de Liège | 3                  | 3                | 27*                                     | 13 (4/1/5)                                     | 40*                                  |
| RSC Anderlecht       | 4                  | 6                | 26*                                     | 6 (1/3/6)                                      | 32*                                  |
| K. AA Gent           | 5                  | 5                | 25                                      | 10 (3/1/6)                                     | 35                                   |
| Royal Antwerp FC     | 6                  | 4                | 25*                                     | 14 (4/2/4)                                     | 39*                                  |

* Équipe ayant bénéficié du demi-point d'arrondi supérieur

### Saison 2019 - 2020
Les play-offs sont annulés à cause de la pandémie de Covid-19.

### Saison 2020 - 2021
Le championnat compte désormais 18 équipes jouant 34 matches en phase régulière. Par ce fait, les play-offs 1 (et play-offs 2) ne sont plus accessibles qu'à 4 équipes jouant chacune 6 matches.
Les critères pour départager deux équipes à égalité de points sont : 
- l'arrondi supérieur ou inférieur (une équipe ayant bénéficié du "demi-point" d'arrondi le "perd" en cas d'égalité)
- le classement en phase classique

| Club             | Classement initial | Classement final | Nombres de points en début de play-offs | Nombres de points obtenus en play-offs (V/N/D) | Nombres de points en fin de play-off |
| ---------------- | ------------------ | ---------------- | --------------------------------------- | ---------------------------------------------- | ------------------------------------ |
| Club Brugge KV   | 1                  | 1                | 38                                      | 6 (1/3/2)                                      | 44                                   |
| Royal Antwerp FC | 2                  | 3                | 30                                      | 5 (1/2/3)                                      | 35                                   |
| RSC Anderlecht   | 3                  | 4                | 29                                      | 4 (0/4/2)                                      | 33                                   |
| RC Genk          | 4                  | 2                | 28                                      | 16 (5/1/0)                                     | 44                                   |

* Équipe ayant bénéficié du demi-point d'arrondi supérieur

### Saison 2021 - 2022
Les critères pour départager deux équipes à égalité de points sont : 
- l'arrondi supérieur ou inférieur (une équipe ayant bénéficié du "demi-point" d'arrondi le "perd" en cas d'égalité)
- le classement en phase classique.

En raison des irrégularités lors du match entre l'Union SG et le Beerschot lors de la dernière journée de la saison régulière, il n'était initialement pas clair combien de points l'Union SG commencerait les Play-offs 1. Une semaine plus tard, les 3 points de la victoire furent attribués à l'Union SG, terminant ainsi la saison régulière avec 77 points. 
Pour les play-offs, le score total est divisé par 2 puis arrondi. Ainsi, l'Union SG le démarre avec 39 points, le FC Bruges partira avec 36 points, tandis qu'Anderlecht et Anvers commenceront avec 32 points chacun. 
| Club                 | Classement initial | Classement final | Nombres de points en début de play-offs | Nombres de points obtenus en play-offs (V/N/D) | Nombres de points en fin de play-off |
| -------------------- | ------------------ | ---------------- | --------------------------------------- | ---------------------------------------------- | ------------------------------------ |
| Union Saint-Gilloise | 1                  | 2                | 39*                                     | 7 (2/1/3)                                      | 46                                   |
| Club Brugge KV       | 2                  | 1                | 36                                      | 14 (4/2/0)                                     | 50                                   |
| RSC Anderlecht       | 3                  | 3                | 32                                      | 8 (2/2/2)                                      | 40                                   |
| Royal Antwerp FC     | 4                  | 4                | 32*                                     | 4 (1/1/4)                                      | 36                                   |

* Équipe ayant bénéficié du demi-point d'arrondi supérieur

### Saison 2022 - 2023
Il s'agit de la troisième et dernière saison de play-offs 1 avec 4 équipes. La saison 2023-2024 reviendra à l'ancienne formule comprenant 6 équipes.
Les critères pour départager deux équipes à égalité de points sont : 
- l'arrondi supérieur ou inférieur (une équipe ayant bénéficié du "demi-point" d'arrondi le "perd" en cas d'égalité)
- le classement en phase classique.

| Club                 | Classement initial | Classement final | Nombres de points en début de play-offs | Nombres de points obtenus en play-offs (V/N/D) | Nombres de points en fin de play-off |
| -------------------- | ------------------ | ---------------- | --------------------------------------- | ---------------------------------------------- | ------------------------------------ |
| KRC Genk             | 1                  | 2                | 38*                                     | 8 (2/2/2)                                      | 46*                                  |
| Union Saint-Gilloise | 2                  | 3                | 38*                                     | 8 (2/2/2)                                      | 46*                                  |
| Royal Antwerp FC     | 3                  | 1                | 36                                      | 11 (3/2/1)                                     | 47                                   |
| Club Bruges KV       | 4                  | 4                | 30*                                     | 6 (2/0/4 )                                     | 36*                                  |

* Équipe ayant bénéficié du demi-point d'arrondi supérieur

### Saison 2023 - 2024
Le championnat étant de nouveau joué par 16 équipes, les play-offs 1 reviennent à la formule initiale comprenant 6 équipes.
Les critères pour départager deux équipes à égalité de points sont : 
- l'arrondi supérieur ou inférieur (une équipe ayant bénéficié du "demi-point" d'arrondi le "perd" en cas d'égalité)
- le classement en phase classique.

| Club                 | Classement initial | Classement final | Nombres de points en début de play-offs | Nombres de points obtenus en play-offs (V/N/D) | Nombres de points en fin de play-off |
| -------------------- | ------------------ | ---------------- | --------------------------------------- | ---------------------------------------------- | ------------------------------------ |
| Union Saint-Gilloise | 1                  | 2                | 35                                      | 14 (4/2/4)                                     | 49                                   |
| RSC Anderlecht       | 2                  | 3                | 32*                                     | 14 (4/2/4)                                     | 46*                                  |
| Royal Antwerp FC     | 3                  | 6                | 26                                      | 6 (2/0/8)                                      | 32                                   |
| Club Bruges KV       | 4                  | 1                | 26*                                     | 24 (7/3/0)                                     | 50*                                  |
| Cercle Bruges        | 5                  | 4                | 24*                                     | 13 (3/4/3)                                     | 37*                                  |
| KRC Genk             | 6                  | 5                | 24*                                     | 13 (4/1/5)                                     | 37*                                  |

* Équipe ayant bénéficié du demi-point d'arrondi supérieur

### Saison 2024 - 2025
Formule identique au championnat précédent.
| Club                 | Classement initial | Classement final | Nombres de points en début de play-offs | Nombres de points obtenus en play-offs (V/N/D) | Nombres de points en fin de play-off |
| -------------------- | ------------------ | ---------------- | --------------------------------------- | ---------------------------------------------- | ------------------------------------ |
| KRC Genk             | 1                  | 3                | 34                                      | 13 (4/1/5)                                     | 47                                   |
| Club Bruges KV       | 2                  | 2                | 30*                                     | 23 (7/2/1)                                     | 53*                                  |
| Union Saint-Gilloise | 3                  | 1                | 28*                                     | 28 (9/1/0)                                     | 56*                                  |
| RSC Anderlecht       | 4                  | 4                | 26*                                     | 10 (3/1/6)                                     | 36*                                  |
| Royal Antwerp FC     | 5                  | 5                | 23                                      | 9 (2/3/5)                                      | 32                                   |
| KAA La Gantoise      | 6                  | 6                | 23*                                     | 3 (1/0/9)                                      | 26*                                  |

* Équipe ayant bénéficié du demi-point d'arrondi supérieur

## Record de points en play-offs

### Play-offs à 6 équipes
- 1  Union Saint-Gilloise : 28 points en 2025
- 2. R. Standard de Liège : 26 points en 2011
- 3. RSC Anderlecht : 24 points en 2010
- -  Club Bruges KV : 24 points en 2024
- 5  Club Bruges KV : 23 points en 2025
- 6  RSC Anderlecht : 22 points en 2014
- -  Club Bruges KV : 22 points en 2016
- -  Club Bruges KV : 22 points en 2019
- 9. RSC Anderlecht : 21 points en 2017
- -  R. Standard de Liège : 21 points en 2018

### Play-offs à 4 équipes
- 1. KRC Genk : 16 points en 2021
- 2. Club Bruges KV : 14 points en 2022
- 3. Royal Racing Club de Bruxelles : 11 points en 1903
- - Royal Antwerp FC : 11 points en 2023
- 5. Royal Racing Club de Bruxelles : 9 points en 1902